# Alcubierre (Huesca)
Alcubierre ist eine spanische Gemeinde in der Comarca Monegros der Provinz Huesca in der Region Aragonien an den östlichen Ausläufern der Sierra de Alcubierre, der es seinen Namen gegeben hat. Bei dem Ortsnamen soll es sich um die arabisierte Form des ursprünglich baskischen Namens etxa berri handeln.

## Bevölkerung
| 1991 | 1996 | 2001 | 2004 | 2008 |
| ---- | ---- | ---- | ---- | ---- |
| 473  | 483  | 462  | 439  | 446  |

## Sehenswürdigkeiten
- Pfarrkirche Santa Ana im Mudéjarstil.